# Тафт, Роберт Альфонсо
Роберт Альфонсо Тафт (англ. Robert Alphonso Taft; 8 сентября 1889, Цинциннати, штат Огайо, — 31 июля 1953, Нью-Йорк) — американский государственный деятель, сенатор США, старший сын 27-го президента США Уильяма Говарда Тафта. Влиятельный участник неофициальной консервативной коалиции, противостоявшей либералам в Конгрессе.

## Биография
Родился в Цинциннати. Четыре года провел на Филиппинах, где его отец Уильям Говард Тафт был губернатором. Учился в школе Тафта, где основателем и директором был его родной дядя Гораций Даттон Тафт. В 1910 году окончил Йельский университет. Член общества «Череп и кости». В 1913 году окончил Школу права Гарвардского университета. Был редактором Гарвардского юридического журнала.
В 1913 году сдал квалификационный экзамен в коллегию адвокатов штата Огайо. Четыре года проработал в юридической фирме. Затем занимался общественной деятельность. В 1920 году со свои младшим братом Чарльзом Тафтом открыл собственную юридическую фирму.
В 1914 году женился на Марте Уитон Бауэрс (1889—1958).
В 1921—1931 годах член палаты представителей штата Огайо. В 1931—1932 годах член Сената штата Огайо. В 1939—1953 годах сенатор США от штата Огайо, лидер консервативных республиканцев. В январе—июле 1953 года лидер большинства в Сенате США.
Активно выступал против Нового курса, возражал против концентрации власти в руках федерального правительства. Несмотря на то, что был противником государственного регулирования в сфере социально-экономических отношений, выступал за введение ограниченных программ федеральной помощи в сферах медицинского страхования, образования и жилищного строительства.
После получения республиканцами большинства в Конгрессе на выборах 1946 года занял пост председателя Комитета по труду Сената. Один из авторов закона Тафта-Хартли о регулировании трудовых отношений, ограничившего права профсоюзов.
Во внешней политике до нападения на Пёрл-Харбор был сторонником изоляционизма, после Второй мировой войны выступал против участия США в международных организациях, включая НАТО.
На конвентах Республиканской партии в 1940, 1948 и 1952 годах при выдвижении кандидата в президенты несмотря на своё влияние занимал второе место, так как его консервативные взгляды вызывали резкую оппозицию противников изоляционизма среди республиканцев.

## Книги
- Robert A. Taft, A Foreign Policy for Americans